# 1000-km-Rennen von Zeltweg 1969

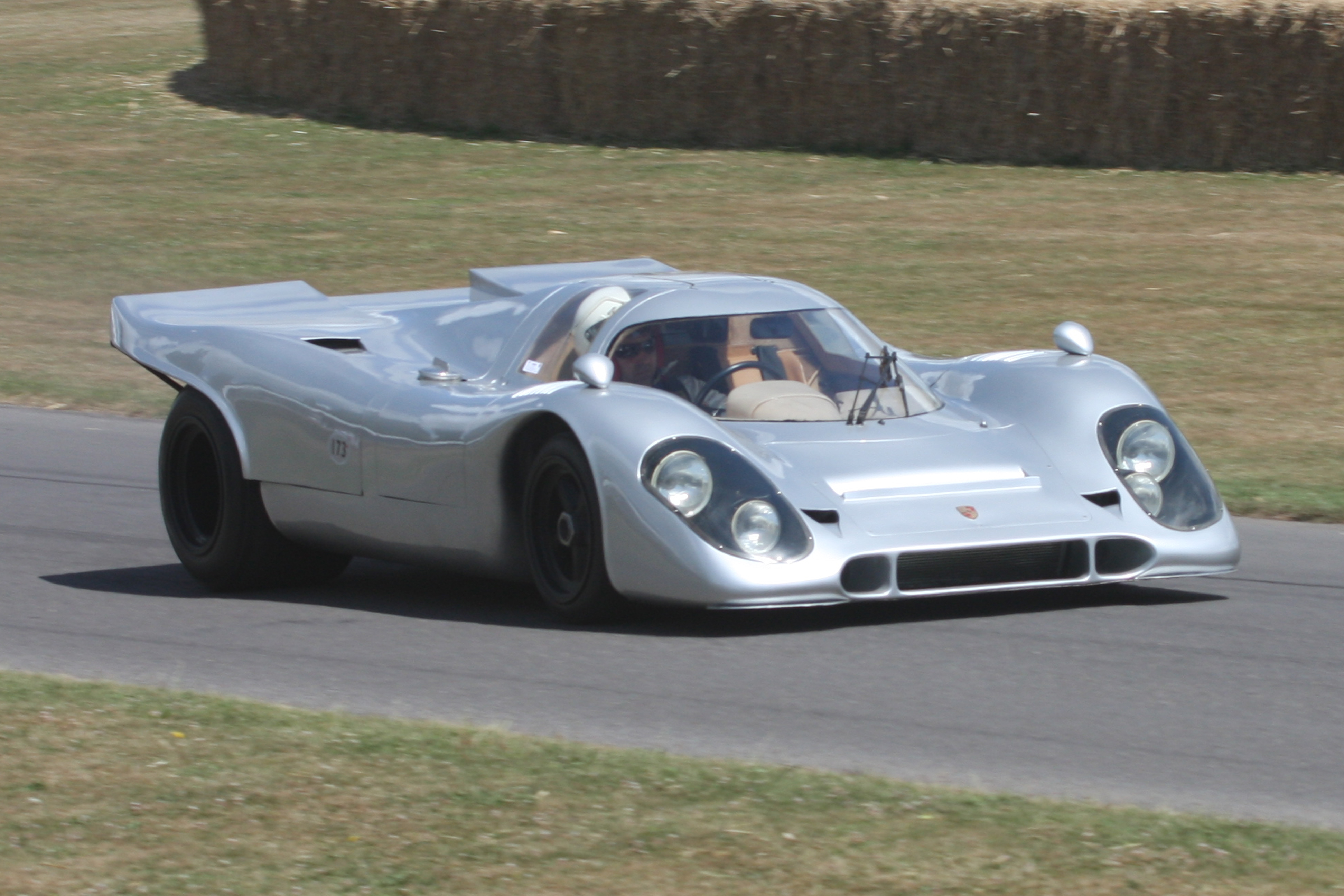
Porsche 917 aus dem Jahre 1969

Das erste  1000-km-Rennen von Zeltweg, auch 7. Grosser Preis von Österreich (1000 Kilometer Österreichring für Sportwagen und Prototypen, Österreichring, Zeltweg), fand am 10. August 1969 statt und war der 10. Wertungslauf der Sportwagen-Weltmeisterschaft dieses Jahres.

## Das Rennen
Das 1000-km-Rennen am Österreichring 1969 war aus zweierlei Hinsicht bemerkenswert. Erstens markiert es mit der offiziellen Eröffnung des Österreichring den Beginn der internationalen Motorsportaktivitäten auf dieser permanenten Rennstrecke und zweitens gab es bei diesem Rennen den ersten Rennsieg des Porsche 917, den Joseph Siffert und Kurt Ahrens einfuhren.

## Ergebnisse

### Schlussklassement
| 1               | S 5.0  | 29 | Freiherr von Wendt                    | Joseph Siffert Kurt Ahrens                      | Porsche 917           | 170 |
| 2               | S 5.0  | 33 | Scuderia Filipinetti                  | Joakim Bonnier Herbert Müller                   | Lola T70 Mk. IIIB     | 170 |
| 3               | S 5.0  | 30 | David Piper Racing                    | Richard Attwood Brian Redman                    | Porsche 917K          | 169 |
| 4               | P 3.0  | 11 | Sport Cars Broström                   | Masten Gregory Richard Broström                 | Porsche 908/02        | 168 |
| 5               | P 3.0  | 41 | Porsche Salzburg                      | Rudi Lins Gérard Larrousse                      | Porsche 908/02 LH     | 168 |
| 6               | P 3.0  | 5  | Porsche Salzburg                      | Willi Kauhsen Karl von Wendt                    | Porsche 908/02 LH     | 166 |
| 7               | P 3.0  | 3  | Gesipa Racing Team                    | Jürgen Neuhaus Dieter Fröhlich                  | Porsche 908/02        | 130 |
| 8               | S 2.0  | 34 | Richard Gerin                         | Helmut Marko Richard Gerin                      | Porsche 910           | 157 |
| 9               | S 2.0  | 23 | Vereinigung Süddeutscher Autosportler | Ernst Kraus Dieter Basche                       | Porsche 910           | 156 |
| 10              | P 3.0  | 12 | Helmut Krause                         | Helmut Krause Hans-Dieter Weigel                | Porsche 907 2.2       | 156 |
| 11              | S 2.0  | 20 | Bill Bradley Racing                   | William Bradley Dieter Spoerry                  | Porsche 910           | 155 |
| 12              | S 2.0  | 22 | Hart Ski Racing Team                  | Arthur Blank Peter Ditzler                      | Porsche 910           | 152 |
| 13              | S 2.0  | 15 | J. C. B. Ltd.                         | Roger Enever Peter Brown                        | Chevron B8            | 150 |
| 14              | S 2.0  | 24 | Hans-Dieter Blatzheim                 | Hans-Dieter Blatzheim Ferfried von Hohenzollern | Porsche 910           | 148 |
| 15              | S 2.0  | 26 | Elan Racing Team                      | Berndt Brodner Peter Peter                      | Porsche 910           | 148 |
| 16              | GT 2.0 | 27 | Paul-Ernst Strähle                    | Herbert Linge Roland Bauer                      | Porsche 911T          | 142 |
| 17              | S 2.0  | 19 | Scuderia Trentina                     | Antonio Zadra Giuseppe Dalla Torre              | Alfa Romeo TT33/2     | 142 |
| 18              | GT 2.0 | 37 | Hans-Dieter Weigel                    | Reinhardt Stenzel Dieter Schmied                | Porsche 911T          | 140 |
| 19              | GT 2.0 | 38 | Edgar Herrmann                        | Edgar Herrmann Eberhard Sindel                  | Porsche 911T          | 135 |
| 20              | GT 2.0 | 40 | Mario Ilotte                          | Mario Ilotte Oreste Abdon                       | Porsche 911T          | 134 |
| 21              | S 2.0  | 25 | Bosch Racing Team                     | Otto Stuppacher Niki Lauda                      | Porsche 910           | 133 |
| 22              | P 3.0  | 6  | Autodelta SpA                         | Ignazio Giunti Nanni Galli                      | Alfa Romeo TT33/3     | 127 |
| Ausgefallen     |        |    |                                       |                                                 |                       |     |
| 23              | S 5.0  | 32 | David Piper Racing                    | David Piper Dieter Quester                      | Lola T70 Mk. IIIB     |     |
| 24              | P 3.0  | 10 | German BG Racing Team                 | Gerhard Koch Hans-Dieter Dechent                | Porsche 908/02        |     |
| 25              | P 3.0  | 2  | Racing Team VDS                       | Teddy Pilette Rob Slotemaker                    | Alfa Romeo TT33/2 2.5 |     |
| 26              | P 2.0  | 26 | Valvoline Racing Team                 | Siegfried Pust Günther Huber                    | Porsche 906           |     |
| 27              | S 2.0  | 16 | Tore Line Racing Team                 | Guy Edwards Mike Franey                         | Chevron B8            |     |
| 28              | S 2.0  | 14 | Racing Team VDS                       | Taf Gosselin Claude Bourgoignie                 | Alfa Romeo Tipo 33/2  |     |
| 29              | S 2.0  | 28 | Racing Team Ben Hur                   | Hans Bohlmeier Helmut Klocke                    | Porsche 910           |     |
| 30              | S 2.0  | 35 | Roy Johnson Racing Team               | Roy Johnson Klaus Gräper                        | Chevron B8            |     |
| 31              | P 3.0  | 42 | Matra Sports                          | Johnny Servoz-Gavin Pedro Rodríguez             | Matra MS650           | 109 |
| 32              | P 3.0  | 9  | John Wyer Automotive Engineering      | Jacky Ickx Jackie Oliver                        | Mirage M3             | 99  |
| 33              | P 3.0  | 7  | Autodelta SpA                         | Andrea de Adamich Nino Vaccarella               | Alfa Romeo TT33/3     | 91  |
| 34              | P 2.0  | 1  | Scuderia Picchio Rosso                | Corrado Manfredini Giampiero Moretti            | Porsche 907           | 35  |
| 35              | P 3.0  | 8  | Autodelta SpA                         | Mario Casoni Teodoro Zeccoli                    | Alfa Romeo TT33/3     | 4   |
| 36              | S 2.0  | 21 | Bosch Racing Team                     | Kurt Rieder Lambert Hofer                       | Porsche 906           | 4   |
| Nicht gestartet |        |    |                                       |                                                 |                       |     |
| 37              | S 2.0  | 18 | Elan Racing Team                      | Berndt Brodner Peter Peter                      | Porsche 906           | 1   |
| 38              | S 5.0  | 31 | Louis Morand                          | Louis Morand Gérard Pillon                      | Lola T70 Mk.IIIB      | 2   |
| 39              | P 3.0  | 4T | Porsche Salzburg                      | Joseph Siffert Richard Attwood                  | Porsche 917K          | 3   |

1 Unfall im Training
2 Motorschaden im Training
3 Trainingswagen

### Nur in der Meldeliste
Hier finden sich Teams, Fahrer und Fahrzeuge, die ursprünglich für das Rennen gemeldet waren, aber aus den unterschiedlichsten Gründen daran nicht teilnahmen.
| Pos. | Klasse | Nr. | Team                       | Fahrer                         | Chassis          |
| ---- | ------ | --- | -------------------------- | ------------------------------ | ---------------- |
| 40   | S 5.0  |     | PR fof Men                 | Picko Troberg Björn Rothstein  | Lola T70 Mk.IIIB |
| 41   | P 3.0  | 11  | Société Automobiles Alpine | André de Cortanze              | Alpine A220      |
| 42   | S 5.0  | 34  | Peter Sadler               | Peter Sadler Paul Vestey       | Ford GT40        |
| 43   | S 5.0  | 35  | Willy König                | Willy König                    | Ford GT40        |
| 44   | GT 2.0 | 39  | Valvoline Racing Team      | Günther Breyer Hermann Bennier | Porsche 911S     |

### Klassensieger
| Klasse | Fahrer         | Fahrer           | Fahrzeug       | Platzierung im Gesamtklassement |
| ------ | -------------- | ---------------- | -------------- | ------------------------------- |
| S 5.0  | Joseph Siffert | Kurt Ahrens      | Porsche 917    | Gesamtsieg                      |
| P 3.0  | Masten Gregory | Richard Broström | Porsche 908/02 | Rang 4                          |
| S 2.0  | Helmut Marko   | Richard Gerin    | Porsche 910    | Rang 8                          |
| GT 2.0 | Herbert Linge  | Roland Bauer     | Porsche 911T   | Rang 16                         |

### Renndaten
- Gemeldet: 43
- Gestartet: 36
- Gewertet: 22
- Rennklassen: 4
- Zuschauer: unbekannt
- Wetter am Renntag: warm und trocken
- Streckenlänge: 5,911 km
- Fahrzeit des Siegerteams: 5:23:36,980 Stunden
- Gesamtrunden des Siegerteams: 170
- Gesamtdistanz des Siegerteams: 1004,870 km
- Siegerschnitt: 186,308 km/h
- Pole Position: Jacky Ickx – Mirage M3 (# 9) – 1.47.600 – 197,776 km/h
- Schnellste Rennrunde: Jacky Ickx – Mirage M3 (#9) – 1.46.600 – 199,621 km/h
- Rennserie: 10. Lauf zur Sportwagen-Weltmeisterschaft 1969